# Philipp Schwartz
Pour les articles homonymes, voir Schwartz.
Philipp Schwartz, né le 19 juillet 1894 à Versec, province du Banat (Empire Austro-Hongrois) et décédé le 1er décembre 1977 à Fort Lauderdale, en Floride (États-Unis), est un neuropathologiste.
Il a été professeur de pathologie à l'Université de Francfort. Issu d'une famille juive, il est destitué de son poste par la Loi allemande sur la restauration de la fonction publique du 7 avril 1933. Il parvient à fuir l'Allemagne nazie avec sa famille et s'installe un temps à Zurich, d'où il organise un réseau d'évacuation de scientifiques juifs allemands vers des pays étrangers prêts à les accueillir dans leurs universités.
Il est ensuite titulaire de la Chaire du Département de Pathologie de l'Université d'Istanbul durant près de 20 ans, avant d'émigrer aux États-Unis au début des années 50.
Philipp Schwartz consacre principalement sa carrière scientifique à l'étude du traumatisme cérébral d'origine obstétrical. Au milieu des années 1920, les travaux scientifiques qu'il mène en Allemagne sur les hémorragies cérébrales chez les nouveau-nés causées par un traumatisme à la naissance attirent l'attention de la société médicale allemande et font de lui un pionnier de la médecine périnatale.

## Biographie

### Jeunesse
Son père, Samuel Schwartz, né en 1854 et mort en 1940, est commerçant. Il épouse Régina, née en 1858 et morte en 1935. Le couple donne naissance à cinq enfants : Victor, Julia, Philipp, Desiderius et Lajos. La famille Schwartz est de confession juive et vit à Versec, petite ville du Banat alors intégrée à l'Empire Austro-Hongrois (de nos jours Versec se situe en Serbie).

### Formation
Après avoir obtenu le diplôme de fin d'études secondaires à Versec, Philipp Schwartz commence à étudier la médecine en 1912 à l'Université Royale d’Hongrie des Sciences, à Budapest (actuelle Université Semmelweis).
Durant la Première Guerre mondiale, il sert l'Armée Royale Hongroise en tant qu'officier d'infanterie de réserve sur le front Galicien.
Il obtient son doctorat en 1919 et il se destine à une carrière de chirurgien. Il décide d'émigrer à Paris.

### Début de carrière 1919-1933
Sur le chemin de Paris, il s'arrête à Francfort-sur-le-Main pour rendre visite à des membres de sa famille. Durant son séjour, il rencontre le professeur de pathologie Bernhard Fischer-Wasels. Ce dernier lui propose un poste d'assistant à l'Institut de Pathologie Senckenberg (rattaché à l'Université de Francfort) qu'il dirige. Philipp Schwartz accepte le poste malgré le fait qu'en tant qu'étranger, il ne pourra pas obtenir de rémunération.

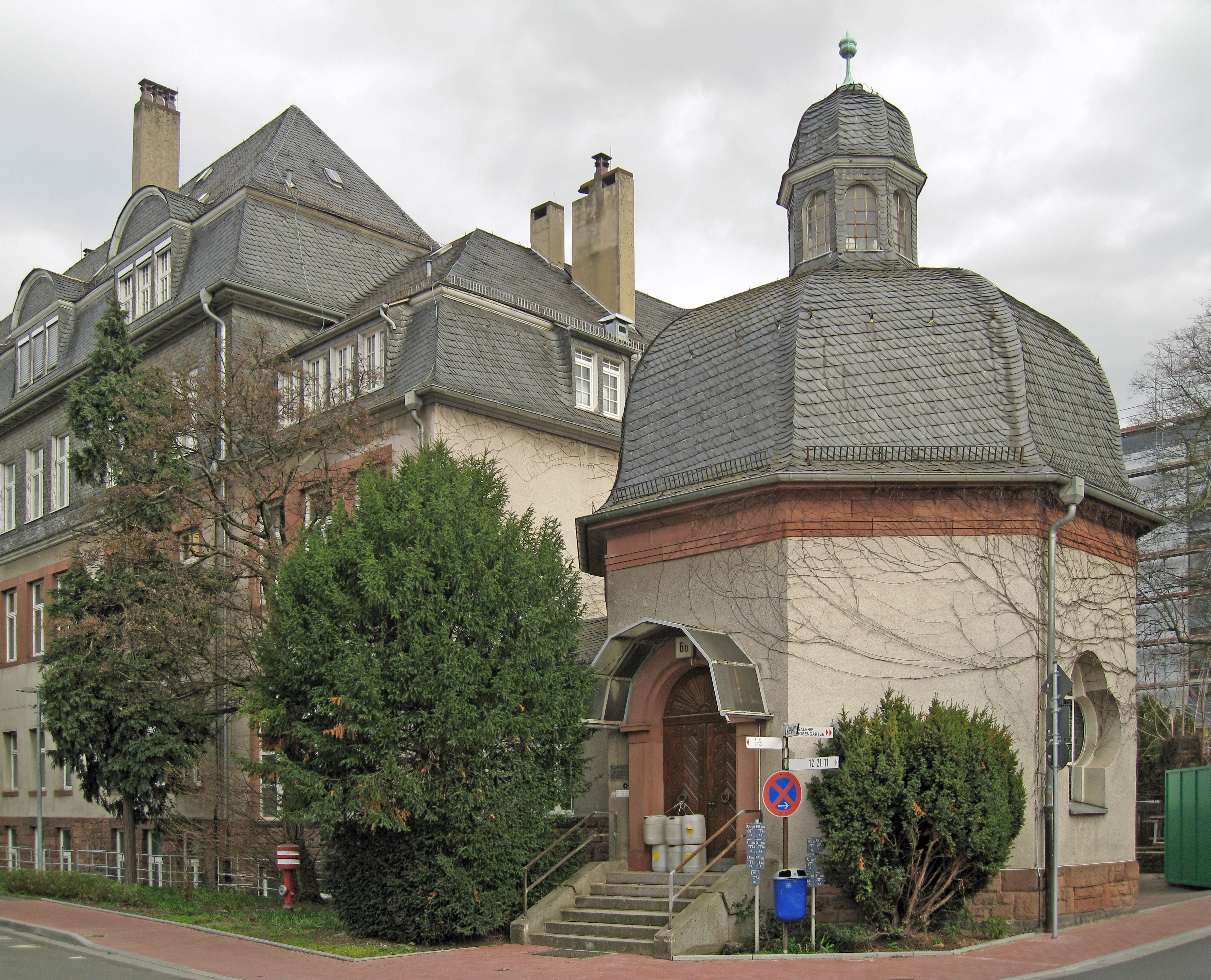
Institut de Pathologie Senckenberg, Francfort-sur-le-Main.

#### Premiers travaux sur le traumatisme cérébral d'origine obstétrical
Les premiers travaux scientifiques de Philipp Schwartz se portent exclusivement sur le traumatisme cérébral d'origine obstétrical, notamment sur la pathogénie de la compression de la tête du fœtus durant l'accouchement, des différences de pressions cérébrales et leurs lésions neurologiques associées.
Durant plusieurs années, il pratique de nombreuses séries d'autopsies de mort-nés, de nouveau-nés décédés lors d'accouchements et d'enfants décédés en bas âge de causes naturelles. Il procède notamment à des analyses histologiques de leurs cerveaux.
En mars et en aout 1921, il publie ses premières observations dans deux articles. Il parvient à la conclusion que les lésions cérébrales du nouveau-né dues au traumatisme de la naissance sont un phénomène courant, et que la pathologie du nouveau-né est un problème dont l'importance ne se limite pas aux premiers jours de la vie. Il indique la recherche sur les conséquences des hémorragies dans le cerveau des nouveau-nés pourrait fournir une explication de nombreuses maladie telles que l'idiotie, la paralysie, les convulsions, la surdité et la cécité,.
En juillet 1922, il publie ses travaux sur les lésions traumatiques du cerveau à la naissance dans la revue médicale hebdomadaire de Munich.
En 1923, Philipp Schwartz obtient son habilitation avec sa thèse sur les lésions cérébrales traumatiques du cerveau du nouveau-né à la naissance, qui est publiée dans Zeitschrift für die gesamte Neurologie und Psychiatrie, revue médicale allemande de neurologie et de psychiatrie.
Les 26 et 27 avril 1924, Philipp Schwartz et son collaborateur le docteur Joseph Berberich participent à la 2e Conférence des Pathologistes Allemands du Sud-Ouest, qui se tent à Mannheim. Ils y présentent leurs travaux sur le traumatisme de la naissance.

Bien que l'université reconnait ses titres académiques et ses travaux, en tant que non citoyen allemand, Philipp Schwartz ne peut pas percevoir de salaire. Il vit dans des conditions précaires, "à la limite de la famine" et doit financer lui-même une partie de ses travaux. Il parvient néanmoins à obtenir une bourse du Ministère prussien des Sciences, ainsi qu'une aide de Kurt Steiner, directeur de l'Institut de Neurologie de Francfort.

1924 SCHWARTZ-STERN Changement de forme du cerveau après un traumatisme à la naissance.

En mars 1926, il présente ses travaux à Düsseldorf lors de la 37e Assemblée de la Société Allemande de Pédiatrie, présidée par le professeur de pédiatrie Fritz Goebel (de).
En juin 1926, il travaille à l'Institut de Neurologie de Francfort en tant qu'assistant du professeur de neurologie Kurt Goldstein.
En septembre 1927, il est nommé professeur agrégé de pathologie générale et d'anatomie pathologique. Il publie sa deuxième monographie consacrée aux lésions traumatiques du système nerveux central à la naissance dans la prestigieuse revue allemande Ergebnisse der inneren medizin und kinderheilkunde, éditée par Springer-Verlag.
En septembre 1928, Philip Schwartz participe à la Conférence des médecins sur la lutte contre la mortalité prématurée, qui se tient à Hambourg. Il y présente ses travaux sur l'évolution de la mortalité au cours de la première année de vie et sa relation avec les lésions traumatiques du système nerveux à la naissance.
En septembre 1929, il est invité par Willy Vorkastner (de), professeur de médecine légale et sociale à l'Université de Francfort, à présenter ses travaux lors de la 18e réunion de la Société allemande de médecine légale et sociale (de).
Philipp Schwartz devient citoyen allemand en 1930.

#### Travaux sur la neurologie et la tuberculose
À partir des années 1930, Philipp Schwartz focalise ses travaux scientifiques sur la neurologie. Il publie une importante monographie sur les types d'accidents vasculaires cérébraux et leurs origines.Il publie avec son collaborateur H.Cohn un article sur les caractéristiques de l'extension des maladies anatomiques du système nerveux central. En 1932, il publie sur l'anatomie du gliome cérébral.
Il commence également à s'intéresser à la tuberculose et publie sur le sujet avec le professeur Richard Bieling (de).

#### Exil sous lenational-socialisme
Le 30 janvier 1933, Adolf Hitler est nommé Chancelier du Reich. Le 15 mars 1933, le Troisième Reich existe officiellement, et les persécutions contre les personnes de confession juive ont lieu.
Le 23 mars 1933, soit quelques jours avant la promulgation officielle de la Loi allemande sur la restauration de la fonction publique du 7 avril 1933 qui avait pour but de destituer tous les fonctionnaires juifs de leurs postes, Philipp Schwartz est averti par des collègues de son arrestation imminente. Quelques jours auparavant, la police a perquisitionné son domicile au prétexte qu'une arme à feu s'y serait trouvée. Il est également accusé de communisme.
Il parvient à fuir le soir même avec son jeune fils Andrew, et tous deux prennent le train de nuit à destination de Zurich, où ils trouvent refuge chez son beau-père Sinai Tschulok, professeur de biologie exilé de la révolution russe de 1905. Vera, son épouse, et leur fille Susan les rejoignent quelques jours plus tard.
En avril 1933, constatant le grand nombre de scientifiques allemands réfugiés à l'étranger et condamnés à l'inactivité, Philipp Schwartz décide d'agir en fondant la Notgemeinschaft Deutscher Wissenschaftler im Ausland, une organisation d'aide d'urgence destinée aux scientifiques allemands juifs persécutés afin de les aider à trouver un poste dans des pays prêts à les accueillir.
Il fait connaitre l'organisation via le journal quotidien Neue Zürcher Zeitung. Peu de temps après la parution de l'article, Philipp Schwartz contacte l'homme politique et professeur genevois Albert Malche. Ce dernier est missionné par Mustafa Kemal Atatürk, fondateur et premier Président de la République Moderne de Turquie, d'organiser une vaste réforme universitaire. Des scientifiques hautement qualifiés sont nécessaires, et les compétences des professeurs universitaires destitués de leurs fonctions par l'Allemagne nazie intéressent la Turquie,.

16-05-1933 Notice in der NZZ

#### La liste de Philipp Schwartz
Emportant avec lui une liste de noms de professeurs juifs ayant rejoint la Notgemeinschaft, Philipp Schwartz prend l'Orient Express pour se rendre à Ankara afin d'assister à une réunion avec le Ministre de l'Éducation turc. La rencontre dure sept heures et se déroule intégralement en français, langue de la diplomatie et de la science en Turquie.
Trente professeurs sont retenus pour intégrer l'Université d'Istanbul. Chacun d'entre eux peut faire venir avec lui sa famille ainsi que ses assistants. Le Ministre de l'Éducation demande ensuite à Philipp Schwartz de lui fournir une autre liste deux semaines plus tard, suivie d'une demande similaire venant du Ministre de la Santé.
Le 25 juillet 1933, Philipp Schwartz se rend à Istanbul accompagné du professeur de chirurgie allemand Rudolf Nissen pour assister à une deuxième réunion avec le Ministre de l'Éducation turc. Les salaires, les conditions de travail, l'organisation des locaux universitaires et les logements sont définis.

Parallèlement Albert Einstein, alors président de l'Union des sociétés pour la protection de la santé des populations juives (OSE), écrit le 17 septembre 1933 une lettre au Président du Cabinet des Affaires Étrangères de la République Turque lui demandant d'accueillir les médecins allemands juifs ne pouvant plus exercer en Allemagne.

Lettre d'Albert Einstein au président du Cabinet des Affaires étrangères de la République turque (1933).

Le 4 octobre 1933, les contrats entre les professeurs juifs de la Notgemeinschaft et l'ambassadeur de Turquie en Suisse, son Excellence Cemal Hüsnü, sont signés à Genève. 42 universitaires allemands commencent ainsi à travailler à l'Université d'Istanbul, avec des contrats de cinq ans.
Finalement, environ 1 000 personnes sont sauvées des persécutions nazies grâce à l'initiative de Philipp Schwartz.

### Milieu de carrière 1933-1964

#### L'Université d'Istanbul
Après un passage éclair à Paris à l'occasion de la 4e Réunion Plénière de la Société anatomique de Paris durant laquelle il présente ses travaux sur l'hémorragie cérébrale, Philipp Schwartz s'installe en Turquie avec sa famille. Le 27 octobre 1933, il est nommé titulaire de la Chaire du Département de Pathologie de l'Université d'Istanbul, poste qu'il occupe durant près de deux décennies.

Professeur Philipp SCHWARTZ. Archives d'Istanbul.

À son arrivée, il fait rénover une ancienne prison militaire située non loin de l'Université d'Istanbul pour y installer le Département de Pathologie, qu'il fait équiper de tables d'autopsies, de microscopes et de macroscopes. Ses travaux scientifiques se concentrent essentiellement sur la pathologie tumorale, la tuberculose et les techniques d'autopsie.
De 1936 à 1944, Philipp Schwartz dirige trois conférences. La première, intitulée Le chercheur et son temps, a lieu durant l'hiver 1936/37. La deuxième, intitulée La naissance de l'homme, a lieu durant l'hiver 1938/39. La troisième, intitulée Sigmund Freud et la psychanalyse, a lieu durant l'hiver 1943/44.
En 1939, Herbert Scurla, conseiller principal du Ministère Allemand des Affaires Etrangères se rend en Turquie et y rencontre Hasan Âli Yücel, vice-ministre de l’Éducation. Il lui remet une demande d'échange des professeurs allemands réfugiés en Turquie contre des professeurs aryens. La Turquie ne cède pas aux pressions et les professeurs restent à leurs postes universitaires. A son retour en Allemagne, Scurla rend un rapport sur la position turque à Adolf Hitler. La même année, Philipp Schwartz demande la naturalisation turque, qu'il obtient le 28 avril 1948.
En décembre 1949, il publie dans la revue médicale israélienne Harefuah (en) une étude sur les kystes sous-épendymaires du noyau caudé et leur relation à la naissance.

#### Émigration aux États-Unis
Sur invitation américaine, Philipp Schwartz intègre le 15 janvier 1950 le Département de Pathologie de la Wrentham State School, un hôpital psychiatrique situé dans le Massachusetts, et y reprend ses recherches scientifiques sur les lésions cérébrales permanentes des nouveau-nés causées par le traumatisme obstétrical.

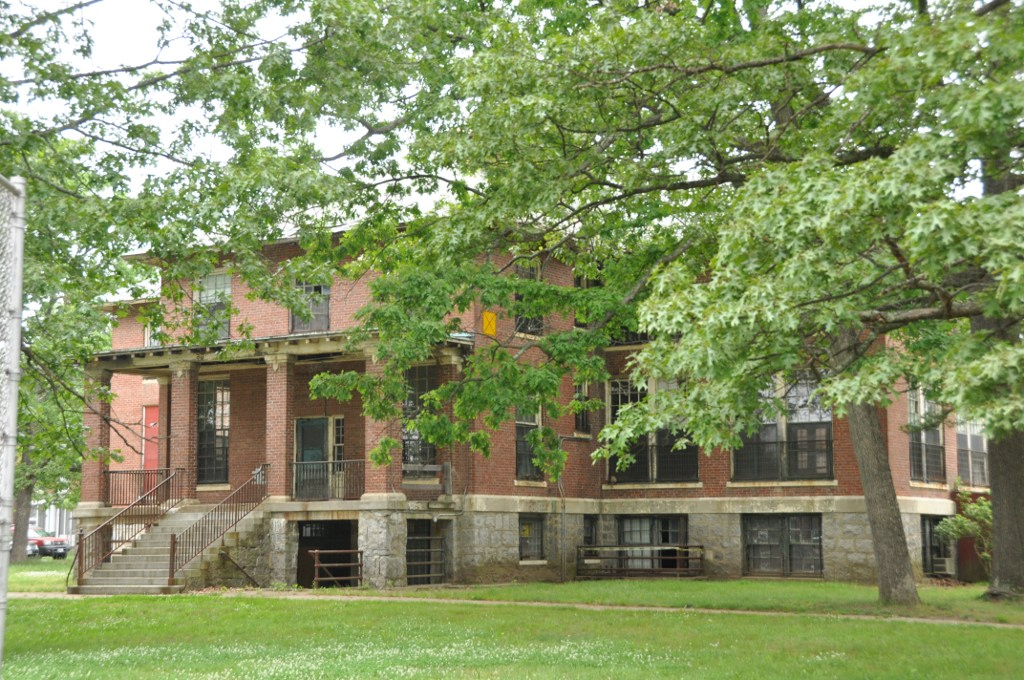
Wrentham State School, Massachusetts.

Dans le rapport annuel de l'établissement, le directeur dénonce des "pressions exercées par des hommes politiques, obstétriciens et spécialistes de l'enfance pour qu'il accepte la prise en charge institutionnelle de nombreux nouveau-nés". Il s'étonne du profil de ces enfants, qui ne sont "pas difficiles à entretenir, ni désagréables à regarder".

Dans le cadre des réparations allemandes d'après-guerre, Philipp Schwartz reçoit en mars 1952 le titre de Professeur émérite de pathologie générale et d'anatomie pathologique de l'Université Goethe de Francfort, et y souhaite un poste. Sa demande est rejetée au motif de son âge avancé (il avait alors 58 ans). Il soupçonne que son implication dans l'évacuation des scientifiques juifs allemands vers l'étranger durant le nazisme en est la vraie raison. Il s'exprime sur le sujet dans un discours qu'il tient en 1972 lors du 2e symposium de recherche sur l'exil germanophone après 1933, qui se tient à Copenhague : 
« Je ne veux pas manquer de souligner que mon travail en tant que fondateur et développeur d'une organisation d'émigrés en Allemagne a été considéré comme antiallemand non seulement pendant le règne hitlérien, mais aussi après son effondrement.»
En mai 1952, il participe à la conférence annuelle de l'American Association on Mental Deficiency qui se tient à Philadelphie. Il y présente ses travaux sur la pathogénie du Status marmoratus (en).
En 1953 il démissionne de la Wrenthram State School pour prendre la direction de l'Institut d'Étude d'Anatomie Pathologique du Warren State Hospital, un hôpital psychiatrique situé en Pennsylvanie. Il y poursuit ses recherches sur le traumatisme cérébral d'origine obstétrical, mais également sur les accidents vasculaires cérébraux, la pathologie tumorale, la tuberculose, et la maladie d'Alzheimer.

Warren State Hospital. Pennsylvanie.

En décembre 1956, il publie Lésions à la naissance du nouveau-né. Morphologie, pathogénèse, pathologie clinique et prévention dans la revue américaine ayant un facteur d'impact élevé Archives of Pediatrics.
En 1957, il renouvelle sa demande de poste de professeur auprès de l'Université de Francfort, qui est à nouveau rejetée.
Durant l'année 1958, il publie à deux reprises dans Archives of Pediatrics : Les lésions de la naissance comme cause de Status Marmoratus et L'encéphalopathie congénitale de Virchow's. Un problème classique mais négligé.

En juin 1959, il reçoit à Atlantic City la Billings Bronze Medal de l'American Medical Association pour ses travaux sur les causes et la pathogénie de l'apoplexie cérébrale.

1959 Le professeur Philipp SCHWARTZ reçoit la Billing Bronze Medal de l'American Medical Association par le docteur Stanley REIMAN.

Le 29 juillet 1959, Philipp Schwartz est prévu au programme de la première Conférence médicale internationale sur le retard mental, qui se tient à Portland. Il devait y présenter ses travaux sur les traumatismes cérébro-spinaux de la naissance. Son passage est prévu juste avant celui du psychiatre autrichien Hans Asperger. Pour une raison inconnue, Philipp Schwartz ne se rend pas à la conférence. En revanche ses travaux sont lus durant la conférence. Parmi les participants figurent notamment les pédiatres français Alexandre Minkowski et Jean Sutter.
En juin 1960, il reçoit à Miami Beach la Billings Gold Medal de l'American Medical Association pour ses travaux de modélisation en plastique du cerveau en trois dimensions.

1960. Le professeur Philipp SCHWARTZ reçoit la Billings Gold Medal de l 'American Medical Association à Miami Beach

Au début de l'année 1961, Philipp Schwartz publie pour la première fois en France sur le sujet du traumatisme de la naissance dans la revue médicale généraliste La Presse Médicale. Dans l'édition du 22 février, il publie Les traumatismes cérébro-spinaux de la naissance : Types, causes, pathogénie et conséquences. Dans l'édition du 11 mars, il publie Développement des lésions cérébro-spinales obstétricales. Prévention et correction des traumatismes obstétricaux.
En juillet 1961 il est de nouveau distingué par l'American Medical Association en obtenant le Certificat du Mérite, cette fois-ci pour ses travaux portants sur l'anatomie trachéo-bronchiale.

1961. Le professeur Philipp SCHWARTZ reçoit le Certificate of Merit de l'American Medical Association. Le docteur K-B.WOLFE est à ses cotés.

1964. Conférence de Polk. Philipp SCHWARTZ, Frank VARVA.

La même année, il publie chez Basel-Karger (de) le monographe Birth injuries of the newborn. L'ouvrage est préfacé par le britannique Sir Eardley Holland, membre fondateur et ancien président du Collège royal des obstétriciens et gynécologues (en). Il s'agit d'un volumineux recueil des découvertes scientifiques ayant été réalisées à l'échelle mondiale sur le traumatisme cérébral occasionné au nouveau-né lors de l'accouchement. Le livre a reçu le soutien de la fondation Josiah Macy Jr.

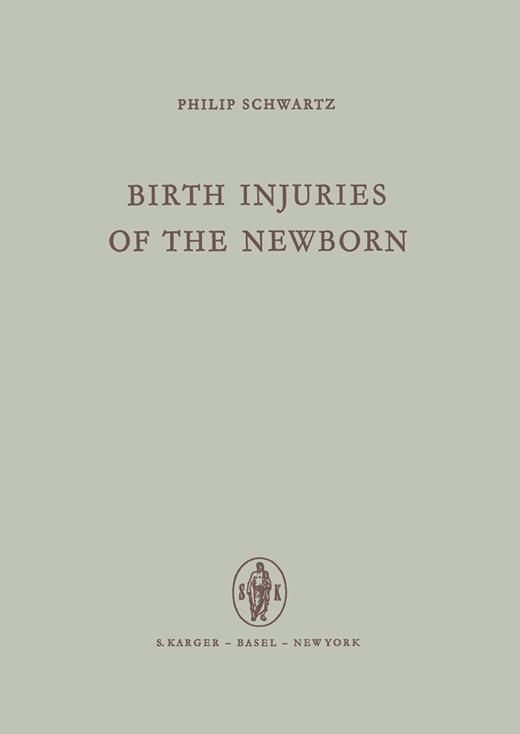
1961. Birth injuries of the newborn. BASEL-KARGER.

Les 17 et 18 avril 1964, Philipp Schwartz présente ses travaux sur les lésions paranatales du nouveau-né et leur importance dans l'étiologie de la paralysie cérébrale, du retard mental et de l'épilepsie à la conférence Mental Retardation in Action, qui a lieu à Polk. Le microbiologiste américain Robert Guthrie y a également présenté ses travaux.
La même année, il publie en Allemagne une version actualisée de son monographe sur les lésions à la naissance du nouveau-né.

### Fin de carrière 1965-1976
Du 26 juin au 2 juillet 1966, Philipp Schwartz présente à Vienne (Autriche) ses travaux sur le vieillissement cérébral et la substance amloïde à l'occasion du Congrès International de Gérontologie, qui rassemble plus de 3000 scientifiques.

1966. Professeur Philipp Schwartz. Congrès International de Gérontologie, Vienne.

Le 16 septembre 1966 le Gouverneur William Scranton inaugure l'exposition sur le cerveau et sur le vieillissement organisée au Warren Hospital par Philipp Schwartz.

En 1967, il est nommé à la tête de l'Institut de recherche en gériatrie, nouvellement créé au Warren State Hospital. Il y poursuit ses recherches scientifiques jusqu'au 1er octobre 1976, date à laquelle il prend sa retraite.

16 septembre 1966. Professeur Philipp SCHWARTZ, Docteur Kenneth WOLFE et le Gouverneur William SCRANTON.

En juin 1968 il reçoit les honneurs de l'American College of Obstetrician and Gynecologists à Chicago lors du 16ème Congrès Annuel de l'organisation pour ses travaux sur les traumatismes de la naissance.

1968. Professeur Philipp SCHWARTZ, docteur Georges ANDERSON. 16th Meeting of the American College of Obstetricians and Gynecologist. Chicago.

Philipp Schwartz décède le 1er décembre 1977 à son domicile de Fort Lauderdale à l'âge de 83 ans.
À la suite du décès de son épouse Vera survenu en Suisse en 1992, ses cendres sont rapatriées et inhumées au cimetière de Fluntern, à Zurich.

## Titres honorifiques et hommages
Le 4 janvier 1973, Philip Schwartz reçoit de l'Université d'Istanbul le titre de Doctor Honoris Causa. En 2002, il reçoit l'Avicenna Medal.
En raison de son parcours de vie exceptionnel, une tombe d'honneur lui est accordée par la Ville de Zurich. La cérémonie d'inhumation a lieu le 11 avril 2014 en présence d'un représentant de la République de Turquie. Manfred Schubert-Zsilavescz, vice-président de l'Université de Francfort, prononce également un discours dans lequel il présente les excuses de l'université pour son attitude envers Philipp Schwartz pendant et après la période nationale-socialiste.
Le 24 novembre 2014, à l'initiative de la Fondation Ludwig Edinger, une stèle commémorative est érigée en l'honneur de Philipp Schwartz devant l'entrée principale de l'Hôpital universitaire de Francfort. Les noms des 1794 scientifiques licenciés de l'université durant le national-socialisme forment le portrait de Philipp Schwartz.

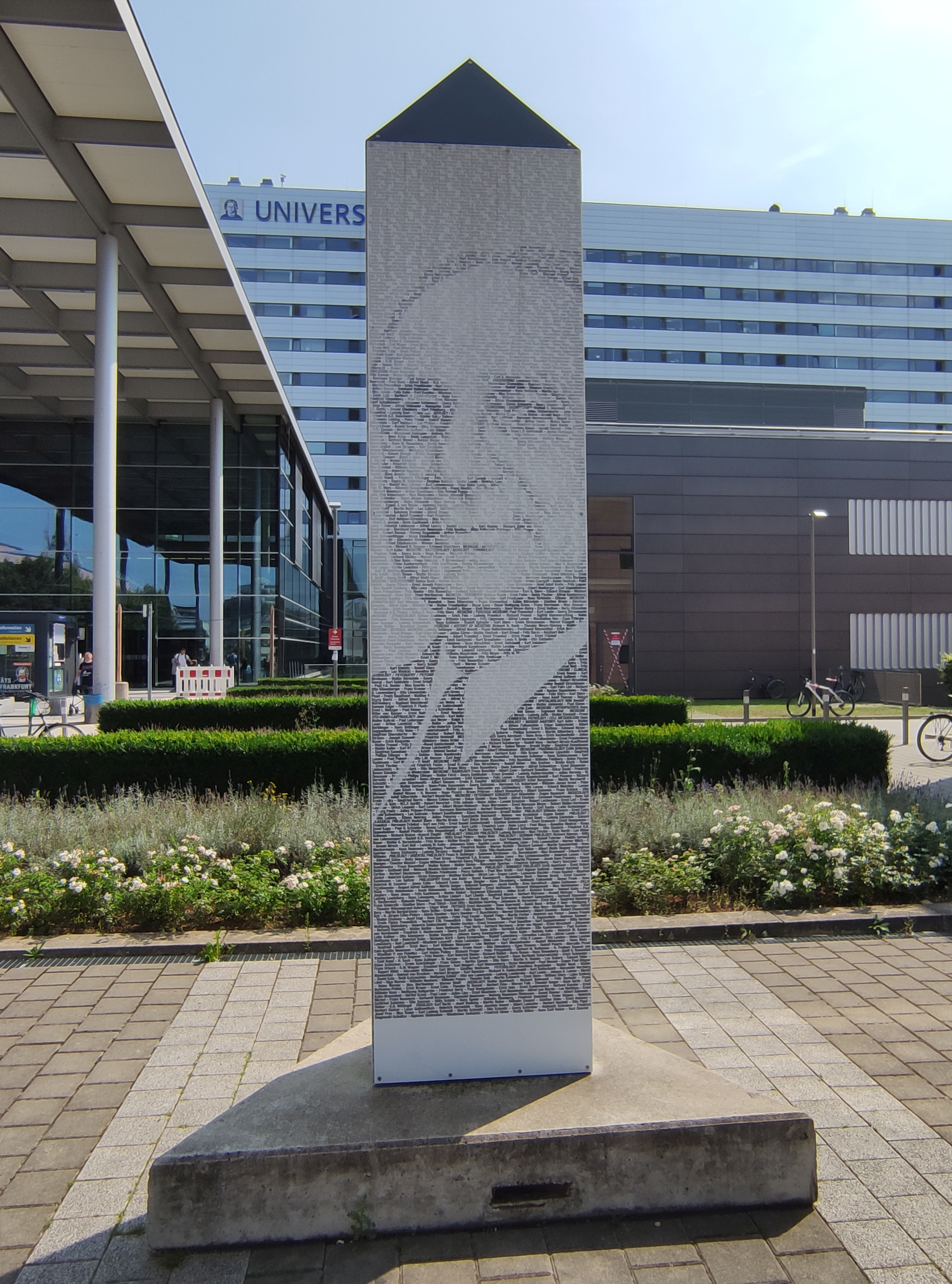
2014. Stèle érigée en l'honneur de Philipp Schwartz sur le parvis de l'Hopital universitaire de Francfort.

## Héritage
En Allemagne, la fondation Alexander-von-Humboldt crée en juin 2016 la Philipp Schwartz Initiative. Ce programme a pour objectif de favoriser l’intégration des scientifiques étrangers réfugiés en Allemagne afin qu’ils puissent poursuivre leurs travaux de recherche. L'initiative accorde des financements incitatifs aux établissements d’enseignement supérieur et aux organismes de recherche publics qui proposent d’accueillir des scientifiques en situation d’urgence et de les accompagner dans leurs démarches administratives.
En avril 2018, soit près de deux ans après le lancement du programme, 124 scientifiques ont pu bénéficier d’un accueil et d’un financement dans 95 établissements.

## Prix Nobel
En 1937, Philipp Schwartz nomme le neuropsychiatre autrichien Sigmund Freud au Prix Nobel de physiologie ou médecine pour ses travaux sur le subconscient (interprétation des rêves, phobies, psychanalyse), ainsi que le médecin hongrois Alexander von Korányi pour ses travaux sur la pathologie fonctionnelle et la thérapie des maladies rénales. En 1948, il nomme le médecin allemand Ludolph Brauer pour ses travaux sur le traitement de la tuberculose pulmonaire, ainsi qu'Harry Goldblatt pour ses travaux sur l'hypertension permanente.

## Famille
Philip Schwartz épouse Vera Tschulok, d'origine russe, le 1er mars 1927. Le couple a deux enfants : Andrew et Susan. Cette dernière, psychiatre, apporte en 2016 son témoignage sur l'exil de sa famille dans le documentaire Haymatloz, réalisé par la journaliste Eren Önsöz,.
Après la Seconde Guerre mondiale, de toute la fratrie Schwartz, seuls Philipp et Lajos ont survécu. En 1916, Desiderius, alors étudiant en médecine, est mort au combat lors de la Première Guerre mondiale. Victor, qui exerçait la profession de commerçant, est mort en 1936. En 1942, Julia est assassinée avec ses trois enfants au camp d'extermination de Treblinka.
Lajos émigre aux États-Unis et exerce la profession de médecin à Springfield.

## Œuvre scientifique
En tant que scientifique, Philipp Schwartz consacre la majeure partie de sa carrière à l'étude du traumatisme cérébral d'origine obstétrical. Il a également publié sur la neuropathologie, la tuberculose et la gériatrie.
- Voir la page Œuvre scientifique de Philipp Schwartz.